# Anatoli Wladimirowitsch Kotenjow

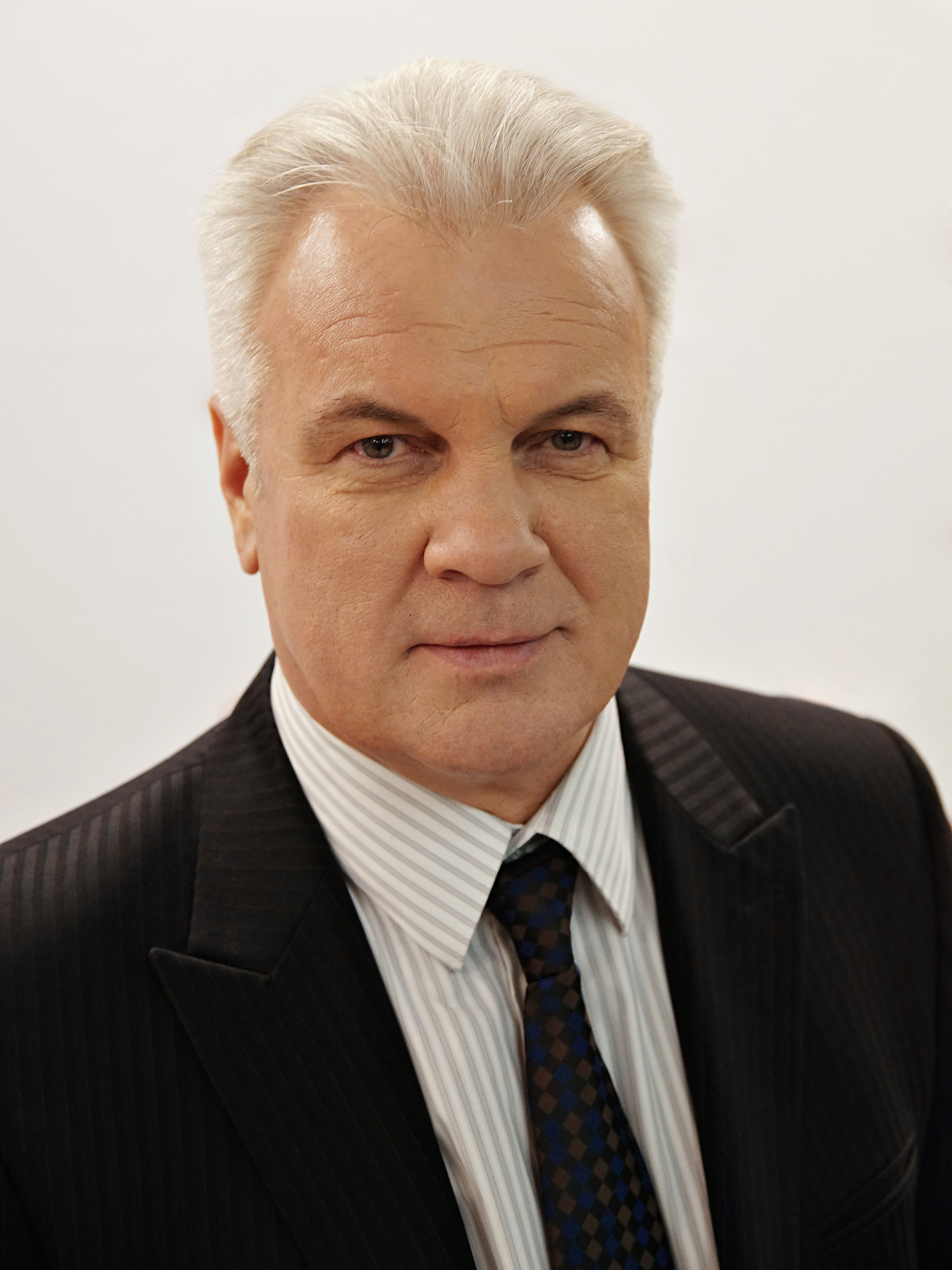
Anatoli Wladimirowitsch Kotenjow, 2016

Anatoli Wladimirowitsch Kotenjow (russisch Анатолий Владимирович Котенёв, * 25. September 1958 in Sochumi, Georgische SSR) ist ein russischer Schauspieler.

## Leben
Anatoli Kotenjow wurde in Sochumi geboren und wuchs gemeinsam mit einem Bruder in Moskau auf. Nach seinem Schulabschluss absolvierte er bis 1983 seine Schauspielausbildung am Tschechow-Kunsttheater Moskau.
Seit 1984 steht Kotenjow als Schauspieler vor der Kamera und wirkte bislang in mehr als 80 Film-und-Fernsehproduktionen mit. Im Laufe seiner Karriere wirkte er in vielen russischen Filmen mit, stand aber auch in einigen ukrainischen Filmen und deutschen Filmen als Schauspieler vor der Kamera. Im deutschsprachigen Raum wurde er vor allem durch seine Rolle als Oberleutnant Kamenew in dem Film So weit die Füße tragen an der Seite von Bernhard Bettermann bekannt. Kotenjow stellte auch historische Persönlichkeiten dar, wie beispielsweise Boris Jelzin oder Nikolai Kamanin.
Er ist vereinzelt auch als Darsteller am Theater tätig. So stand er in Theaterstücken beispielsweise am Maly-Theater oder am Lenkom-Theater auf der Bühne.
Kotenjow war von 1989 bis 2014 mit der Schauspielerin Swetlana Borowskaja (* 1969) verheiratet. Aus der Ehe gingen ein Sohn (* 1989) und eine Tochter (* 1998) hervor.

## Filmografie (Auswahl)
- 2001: So weit die Füße tragen
- 2013: Metro – Im Netz des Todes
- 2015: Red Sniper – Die Todesschützin
- 2017: Die Zeit der Ersten
- 2022: The Crown (Fernsehserie, 1 Folge)